# Съюз на възпитаниците на Военните на Н.В. училища, ШЗО и родолюбивото войнство и гражданство
Съюзът на възпитаниците на Военните на Негово Величество училища, Школа за запасни офицери и родолюбивото войнство и гражданство е българска обществена организация основана през 1992 г. като наследник на забранения след 9 септември 1944 г. Съюз на запасните офицери.
Тя обединява живите членове на офицерския корпус на Царство България - възпитаници на Военното на Н.В. училище, Военноморското на Н.В. училище и Школата за запасни офицери, както и техни потомци.
Първоначално организацията е наречена Съюз на възпитаниците на Военното на Н.В. училище. Впоследствие към нея се включват и възпитаниците на морското училище, както и потомци на „царски“ офицери, което налага промяната на името на организацията.
По силата на своя устав Съюзът е наследник на няколко организации на запасни чинове, съществували до 1944 г. и забранени от комунистическата власт:
- Съюз на запасните офицери
- Съюз на запасните подофицери и на бойците от фронта
- Общество на кавалерите на ордена за храброст

Съюзът на възпитаниците на ВНВУ има клубове по випуски на завършване на училището, както и местни клубове в страната. Към съюза съществува и клуб на потомците, в който членуват роднини и наследници на офицери и генерали от царската армия.
Символ на Съюза е старият знак на Съюза на запасните офицери от 1908 г., който се носи като личен нагръден знак на ревера.
Съюзът издава списание „Един завет“

## Председатели
- Любомир Банковски (1992-1994)
- Дянко Марков (1994-1995)
- Николай Предов – и.д. (1995-1996)
- Любомир Банковски (1996-1998)
- Александър Лозанов (1998-2000)
- Никола Рухчев (2000-2012)
- к.д.п. Атанас Илев (2012-)